# The New Order
The New Order drugi je studijski album američkog thrash metal sastava Testament. Album je 5. svibnja 1988. godine objavila diskografska kuća Atlantic Records. Glazbeno sličan svojem prethodniku The Legacy, album prvi put u Testamentovoj karijeri sadrži dvije instrumentalne skladbe ("Hypnosis" i "Musical Death (A Dirge)"). Također je prvi album sastava koji se našao na top-ljestvicama albuma u SAD-u, Ujedinjenom Kraljevstvu i Njemačkoj.

## O albumu
Nakon objava vrlo hvaljenog prvijenca The Legacy te koncertnog albuma Live at Eindhoven, sastav se nakon kratke pauze za skladanje pjesama vratio u studio Pyramid Sound Studios u Ithaci, New Yorku kako bi snimio svoj drugi album. Producent albuma bio je Alex Perialas koji ga je također i miksao. Gitarist Alex Skolnick opisao je period snimanja:
Za album je izvorno bila snimljena i pjesma "Reign of Terror", no u konačnici nije bila objavljena na njemu, već na singlu "Trial by Fire" iste godine.
The New Order je prvi Testamentov album koji se našao na ljestvici Billboard 200 na kojoj je zauzeo 136. mjesto. Za pjesme "Trial by Fire" i "Nobody's Fault" bili su snimljeni glazbeni spotovi. Nakon objave albuma sastav je krenuo na svjetsku turneju zajedno s Megadethom tijekom koje je sastav po prvi puta nastupio u Južnoj Americi.

## Popis pjesama
| 1.    | »Eerie Inhabitants«                      | Alex Skolnick, Chuck Billy, Eric Peterson | Skolnick, Peterson   | 5:06 |
| 2.    | »The New Order«                          | Skolnick, Peterson                        | Skolnick, Peterson   | 4:25 |
| 3.    | »Trial by Fire«                          | Skolnick, Billy, Peterson                 | Skolnick, Peterson   | 4:14 |
| 4.    | »Into the Pit«                           | Skolnick, Billy, Peterson                 | Skolnick, Peterson   | 2:46 |
| 5.    | »Hypnosis« (instrumental)                |                                           | Skolnick, Peterson   | 2:04 |
| 6.    | »Disciples of the Watch«                 | Billy                                     | Skolnick, Peterson   | 5:05 |
| 7.    | »The Preacher«                           | Billy, Skolnick                           | Skolnick, Peterson   | 3:37 |
| 8.    | »Nobody's Fault« (obrada Aerosmitha)     | Steven Tyler                              | Tyler, Brad Whitford | 3:57 |
| 9.    | »A Day of Reckoning«                     | Billy                                     | Skolnick, Peterson   | 4:00 |
| 10.   | »Musical Death (A Dirge)« (instrumental) |                                           | Skolnick, Peterson   | 4:05 |
| 39:19 |                                          |                                           |                      |      |

## Recenzije
Album je uglavnom kritički bio dobro prihvaćen. AllMusicov recenzent Alex Henderson dodijelio je albumu četiri i pol zvjezdica od pet te je izjavio kako je njime Testament "prinio svoju najbolju žrtvu ikad". Također je izjavio kako je "u cijelosti brutalno snažnan u jednakoj mjeri kao i The Legacy".
Alex Straka sa stranice powermetal.de također je pohvalio album, izjavljujući kako je u pitanju "jedan od najvećih thrash metal albuma" te da je album bolji od The Legacyja jer je sofisticiraniji. Posebno je istaknuo pjesmu "Disciples of the Watch" kao jednu od "klasika grupe", dok je obradu Aerosmithove pjesme "Nobody's Fault" opisao "beznačajnom".
Holger Strattmann, recenzent časopisa Rock Hard, bio je manje entuzijastičan u pogledu albuma. Komentirao je da album "sigurno nije puno gori od The Legacyja", ali da je njegovo vremensko trajanje "prenatrpano" instrumentalnim pjesmama, pritom negativno ocjenjujući albumove sličnosti sa svojim prethodnikom. Međutim, svejedno ga je opisao "prvoklasnim thrashom visoke kvalitete" s "vrlo žestokim i preciznim rifovima" te "dojmljivim Skolnickovim nastupom". Također je istaknuo kako se bubnjanje poboljšalo u odnosu na prethodni album. Albumu je dodijelio 8.5 bodova od 10.

## Zasluge
| Testament - Chuck Billy – vokali - Alex Skolnick – solo gitara - Eric Peterson – ritam gitara, koncept naslovnice - Greg Christian – bas-gitara - Louie Clemente – bubnjevi | Ostalo osoblje - Jon Zazula – izvršna produkcija - Marsha Zazula – izvršna produkcija - Alex Perialas – produkcija, miksanje, inženjer zvuka - Tom Coyne – mastering - William Benson – naslovnica - Rob (Wacko) Hunter – pomoćni inženjer zvuka - Andy Meyn – fotografija |